# Oruro (departement)
Oruro er et departement i Bolivias vestlige højland. Departementet dækker et areal på 53.588 km² og har en befolkning på 494.178 (2012) indbyggere. Det administrative centrum er byen Oruro. 
Området er rigt på metaller og mineraler, og minedrift efter bl.a. bly og tin er vigtige erhverv i området. 
I departementet ligger Bolivias ældste nationalpark Sajama nationalpark og Bolivias højeste bjerg, Nevado Sajama samt den 6.348 meter høje stratovulkan Parina Cuta.

## Provinser i departementet Oruro
Oruro er inddelt i 16 provinser (provincias):
| Provins              | Adm. centrum             |  |
| -------------------- | ------------------------ |  |
| Atahuallpa           | Sabaya                   |  |
| Carangas             | Corque                   |  |
| Cercado              | Oruro                    |  |
| Eduardo Avaroa       | Challapata               |  |
| Ladislao Cabrera     | Salinas de Garcí Mendoza |  |
| Litoral              | Huachacalla              |  |
| Puerto de Mejillones | La Rivera                |  |
| Nor Carangas         | Huayllamarca             |  |
| Pantaléon Dalence    | Huanuni                  |  |
| Poopó                | Poopó                    |  |
| Sajama               | Curahuara de Carangas    |  |
| San Pedro de Totora  | Totora                   |  |
| Saucarí              | Toledo                   |  |
| Sebastián Pagador    | Santiago de Huari        |  |
| Sud Carangas         | Andamarca                |  |
| Tomás Barrón         | Eucaliptus               |  |

## Sprog
De primære sprog i departementet er spansk, quechua og Aymara. Nedenstående tabel viser antallet af personer i departementet, der tilhører de forskellige sproggrupper.
| Sprog                 | Department | Bolivia   |
| --------------------- | ---------- | --------- |
| Quechua               | 134,289    | 2,281,198 |
| Aymara                | 127,086    | 1,525,321 |
| Guaraní               | 383        | 62,575    |
| Another native        | 1,943      | 49,432    |
| Spansk                | 342,332    | 6,821,626 |
| Udenlandsk            | 6,878      | 250,754   |
| Kun oprindelige sprog | 30,745     | 960,491   |
| Oprindeligt og spansk | 188,963    | 2,739,407 |
| Spansk og udenlandsk  | 153,439    | 4,115,751 |

## Eksterne links
- Officiel hjemmeside
- Information om Oruro Department

18°40′S 67°40′V / 18.667°S 67.667°V